# Sithonen
Sithonen (auch Sitonen, lateinisch Sithones) ist eine Bezeichnung für bestimmte frühe germanische Stämme im Norden Europas bzw. in Skandinavien. Sie werden nur in Tacitus’ im 1. Jahrhundert verfasster „Germania“ erwähnt.

„Den Suionen schließen sich die Stämme der Sithonen an. Im allgemeinen den Suionen ähnlich, unterscheiden sie sich dadurch, dass eine Frau die Herrschaft hat: so tief sind sie nicht nur unter die Freiheit, sondern selbst unter die Knechtschaft hinabgesunken.“

Eigenartig ist, dass Tacitus die Sithonen einerseits nördlich der Ästier (im späteren Preußen) lokalisierte, andererseits aber als Nachbarn der Suionen bezeichnete, die üblicherweise in Skandinavien lokalisiert wurden.
Im 6. Jahrhundert erwähnte Jordanes in den „Getica“ als Einwohner von Scandza (Skandinavien) unter anderem die Suehans (Suionen) und die ihnen benachbarten bzw. verwandten Suetidi. Ob die Suetidi mit den Sithonen gleichgesetzt werden können, ist umstritten. Als einen der bedeutendsten Unterstämme der Suetidi erwähnte Jordanes die Dani (die Vorfahren der Dänen).